# Jardín Botánico de Vladivostok
El Jardín Botánico de Vladivostok o Jardín-Instituto botánico, rama del extremo oriente de la academia rusa de ciencias (en ruso: Ботанический сад-институт ДВО РАН) es un jardín botánico y arboreto de unas 169 hectáreas que se encuentra cerca de Vladivostok, Rusia.
Depende administrativamente de la Academia rusa de las Ciencias. Es miembro del BGCI, y presenta trabajos para la « Agenda Internacional para la Conservación en los Jardines Botánicos » 
Su código de reconocimiento internacional como institución botánica (en el Botanical Gardens Conservation International BGCI), así como las siglas de su herbario es VLA.

## Localización
Se encuentra en la provincia marítima rusa de Primorie, cerca de Vladivostok.
Ботанический сад-институт ДВО РАН - Jardín-Instituto Botánico, calle Makovskogo 142, Vladivostok, 690024, Rusia.
Planos y vistas satelitales, 43°13′26″N 131°59′37″E / 43.22389, 131.99361
Teléfono: +7 423 238-80-41, +7 423 238-88-20.
Está abierto al público en los meses cálidosa del año.

## Historia
Después del final de la Segunda Guerra Mundial, se vio la necesidad de instalar jardines botánicos a lo largo de todo el país bajo la dirección de la Academia de las ciencias de la URSS. 
Al mismo tiempo, la academia comenzó a organizar su jardín botánico principal en Moscú y el Jardín Botánico de Siberia Central en Novosibirsk. A su vez, la sede de la academia de URSS de las ciencias en el extremo oriente, y las autoridades locales en Primorie propusieron la creación de un jardín botánico académico en Vladivostok, y la oficina (cuerpo que gobierna) del consejo de las ramas y de las bases, de la academia de URSS de ciencias, dio vía libre al proyecto en abril de 1946. 
El profesor del extremo oriente (el último miembro nombrado correspondiente de la academia de URSS de ciencias) B. P. Kolesnikov y el profesor N. E. Kabanov seleccionaron una zona de 176 hectáreas (la actual extensión es de 170 ha) con bosques mixtos bien conservados de picea y árboles de hoja caducas. 
En 1948, el consejo de ciudad de Vladivostok dispuso sus medios, para asegurar este lugar para la construcción futura del nuevo jardín botánico, y en febrero de 1949 el consejo de ministros de la URSS legisló para asignar el área a la sede de la Academia de las ciencias de la URSS.
Con todo en la década de 1950, el jardín botánico de Vladivostok todavía no era una institución genuina de investigación. En 1954, tenía de personal a once personas, incluyendo su director y tres investigadores. 
Entre 1963 y 1964 siendo director A.A. Popov durante ese período, el jardín lanzó su investigación sobre la "introducción y la aclimatación de plantas", y prestó una importante atención en desarrollar las fundaciones científicas, en ajardinar las áreas urbanas y rurales del extremo oriente ruso y en mejorar las especies de los cultivos para incrementar las producciones de las cosechas.
Actualmente, el Jardín-Instituto Botánico es el único instituto de investigación completamente botánico en el extremo oriente ruso, conduciendo la investigación científica en tres direcciones importantes: 
- Fundamentos biológicos de la introducción de la planta.
- Protección del patrimonio genético de la flora del extremo oriente ruso.
- Cambios artificiales inducidos en las plantas.

Por otra parte, la tarea principal del jardín es la de separar el conocimiento científico en sus respectivas ramas de la ciencia y la de educar en la ecología al público en general.

Algunas de las vistas del jardín botánico
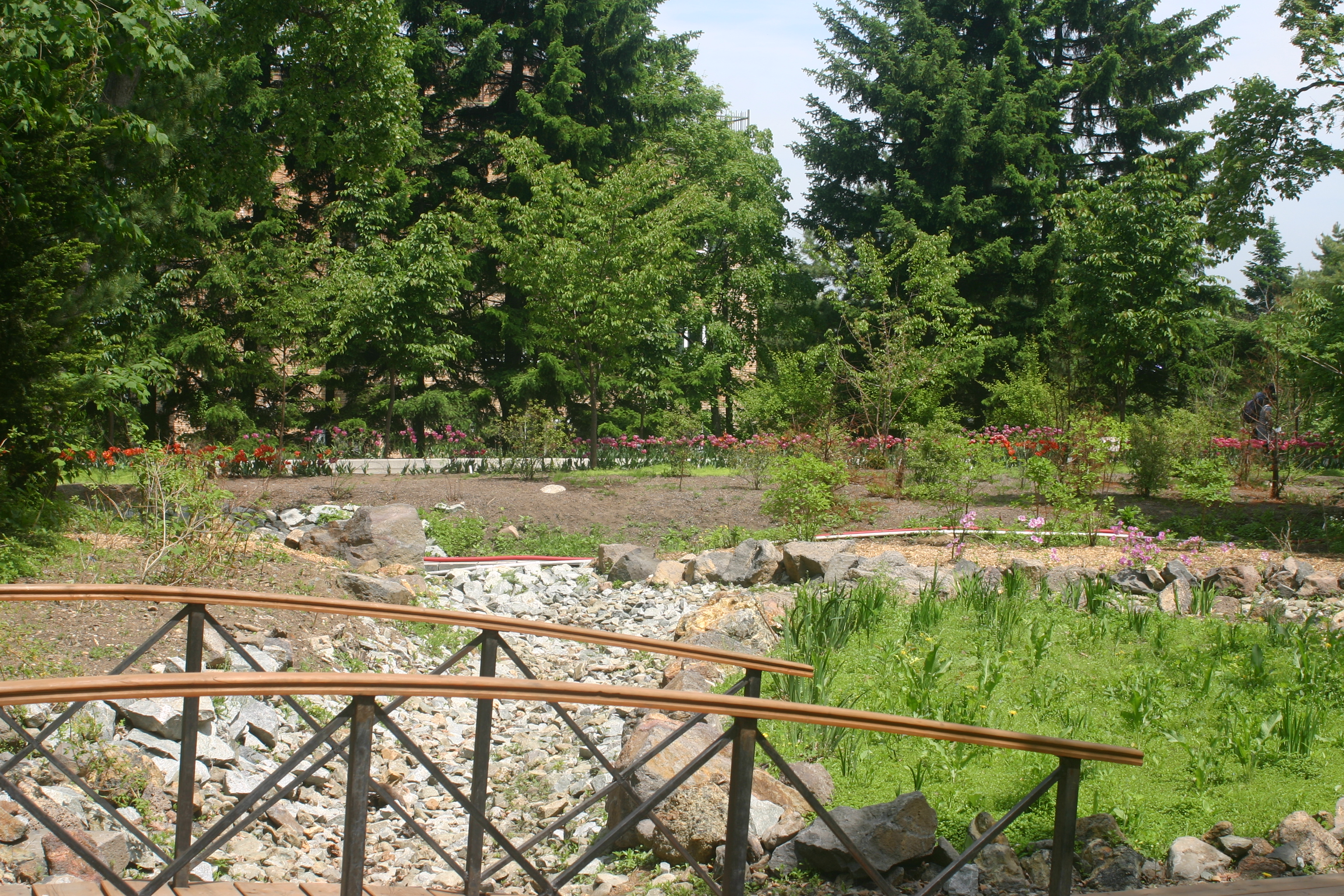
Río de piedras.
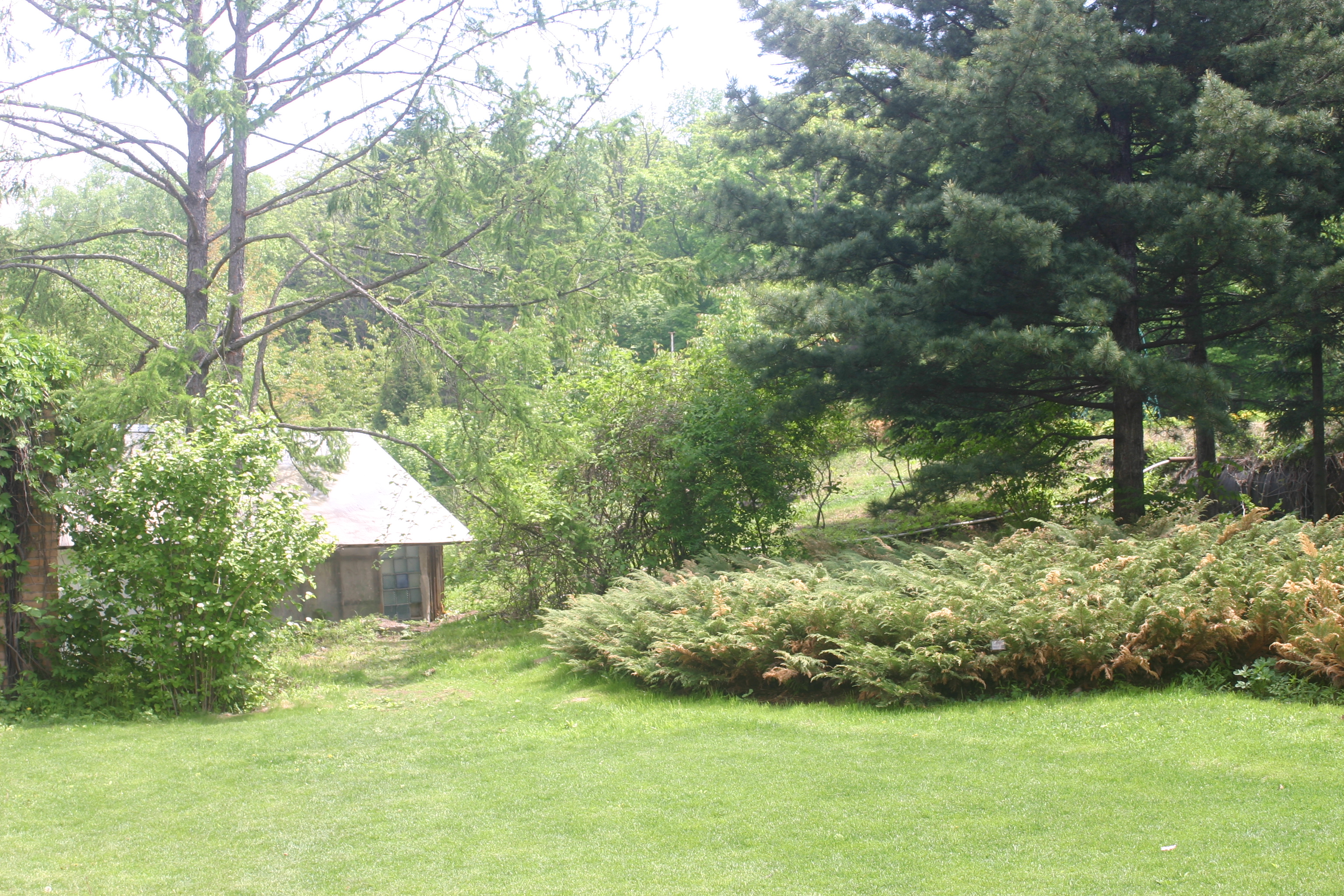
Casa de recepción.
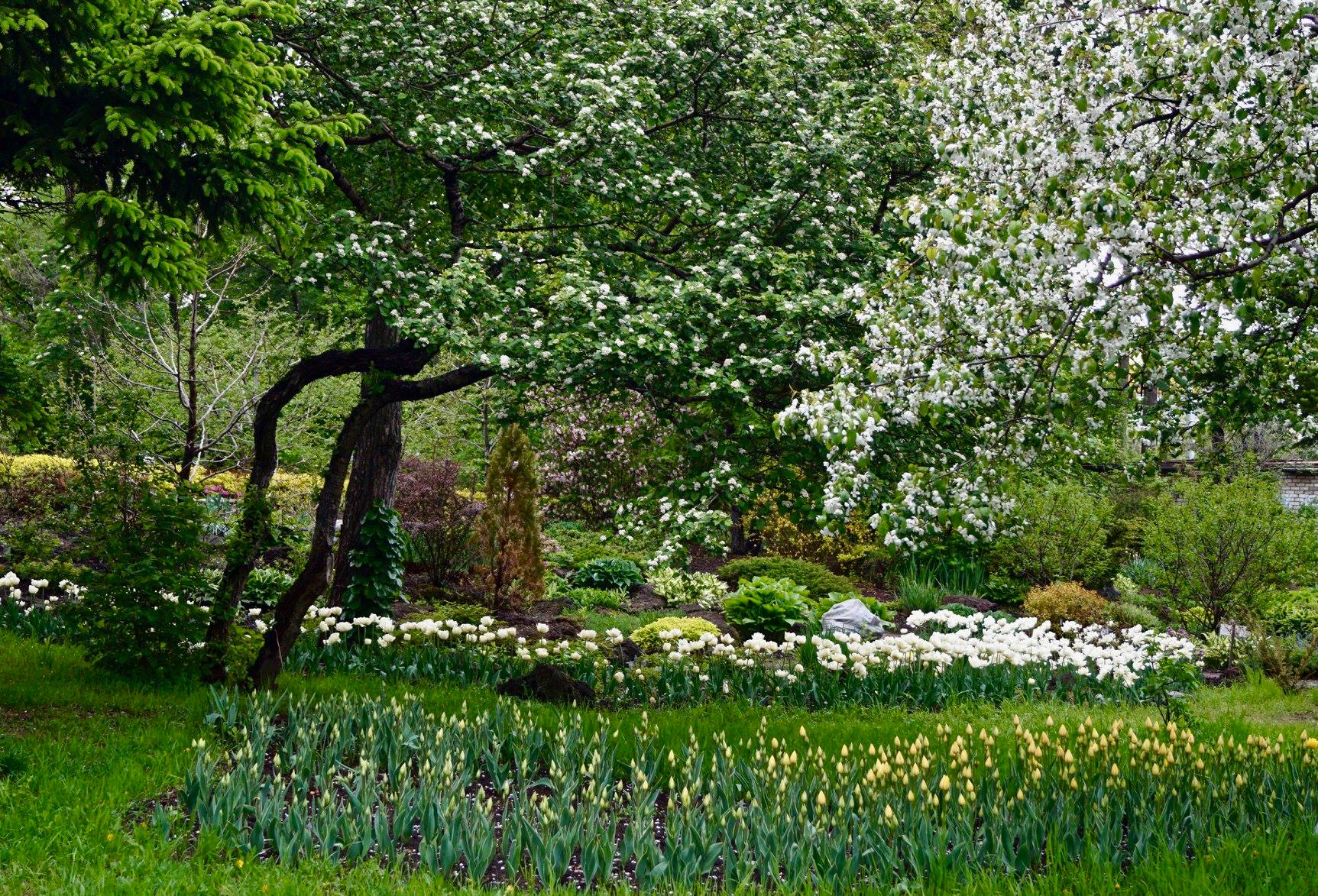
Krestov.
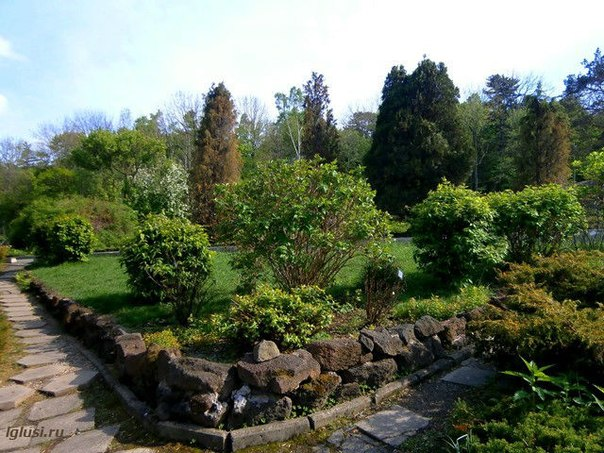
Vista general.

## Colecciones botánicas
El jardín posee unas colecciones y exposiciones de 3500 especies y variedades de plantas de todas las regiones del globo. A través de los años, muchas de las especies, y variedades de cientos de plantas han pasado las pruebas de introducción que se recomendaban en su cultivo en el sur del extremo oriente ruso. 
Las técnicas y los métodos se han desarrollado para hacer una introducción de plantas útiles, para que puedan prosperar como cultivos en estas tierras inhóspitas, incluyendo métodos de reintroducción en la naturaleza, de introducción para la formación de un parque, de preservación en clima frío, de creación de colecciones híbridas, etc. 
Los árboles y los arbustos locales se han estudiado taxonómicamente, los representantes de las subtribus de la anémona de la familia de las Ranunculaceae, y los helechos de este extremo oriente, que se encuentran alejados tanto biológica, como ecológicamente de sus congéneres del otro extremo del país. 
Se ha puesto prioridad en el estudio de las formas de vida herbáceas de las plantas angioespermas. La selección ha dado lugar a nuevas y prometedoras variedades de plantas decorativas de flor adaptadas al clima del monzón. Se han determinado las posibilidades de adaptación de varios tipos de vegetación de uso en parques y jardines, y se han escrito monografías sobre los bosques de roble del extremo oriente ruso.

Algunos de los especímenes cultivados
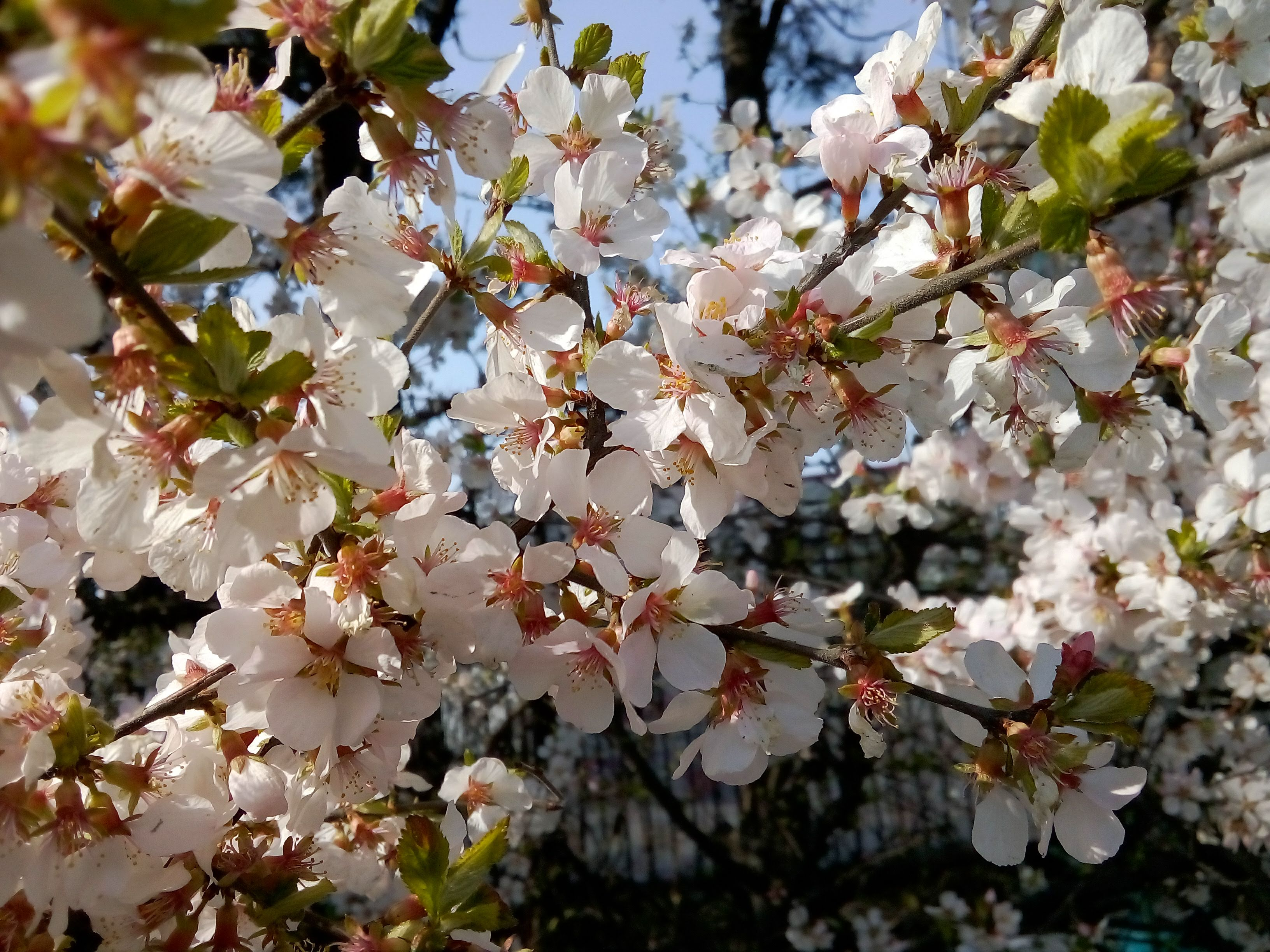
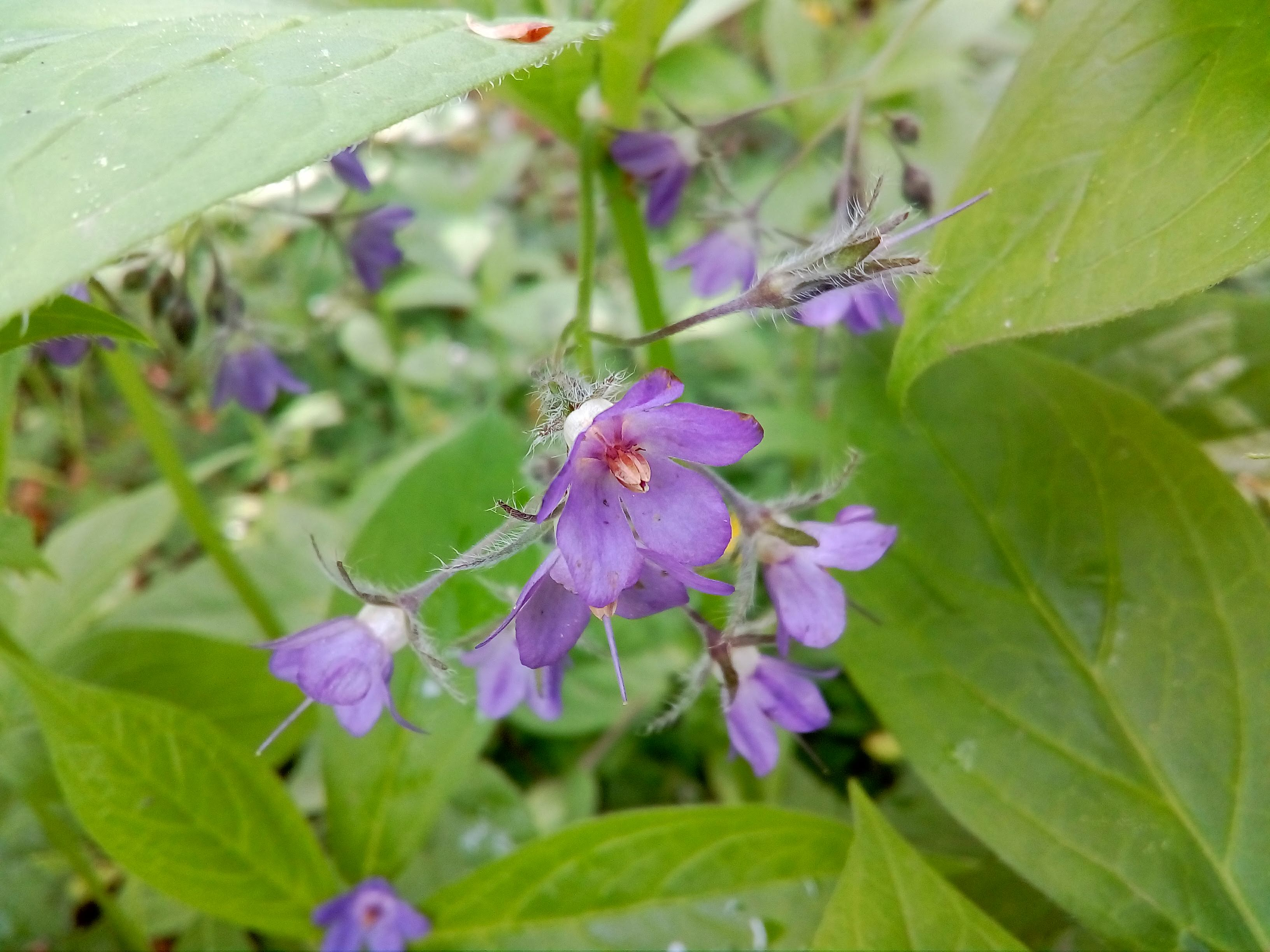
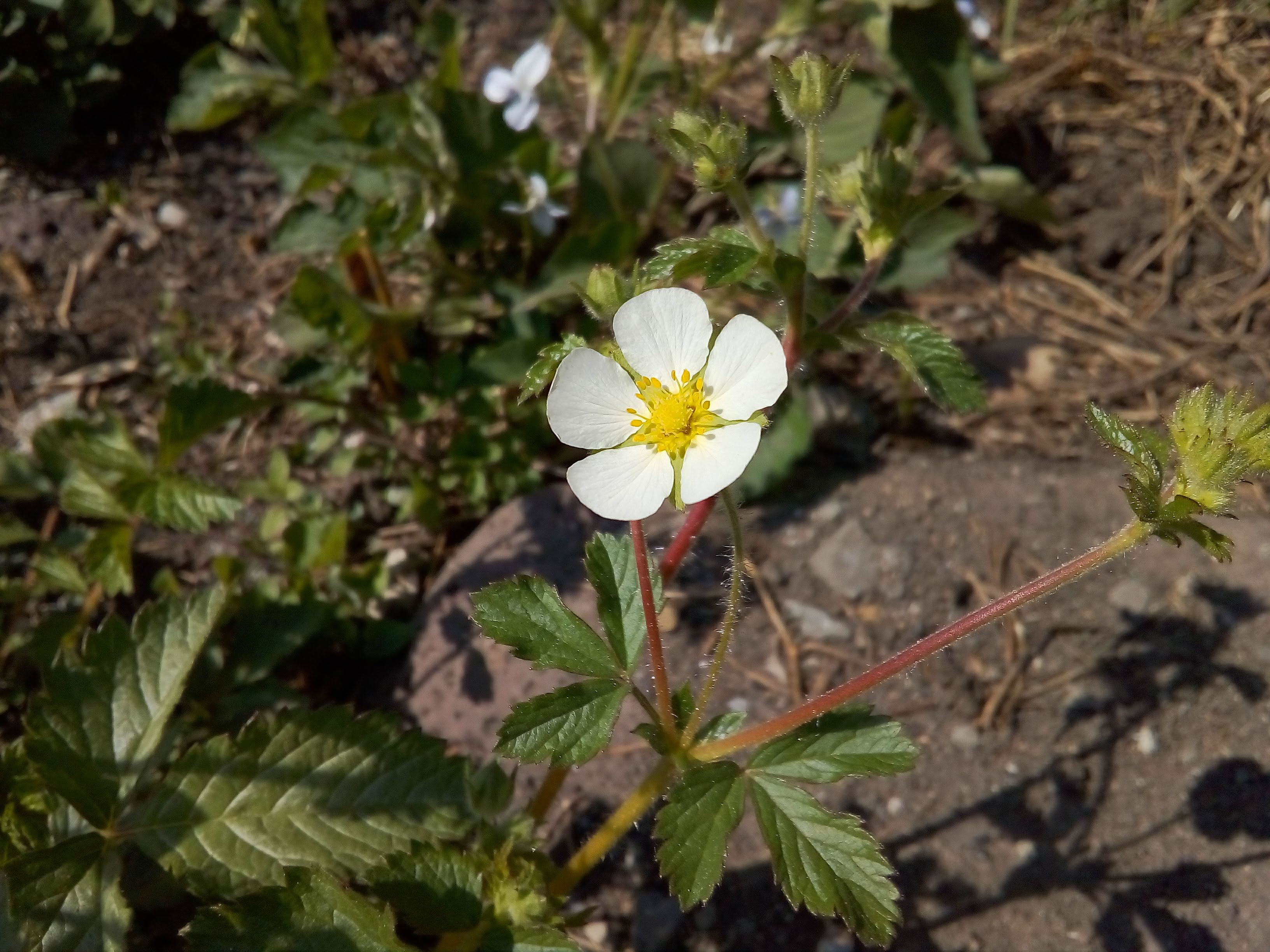
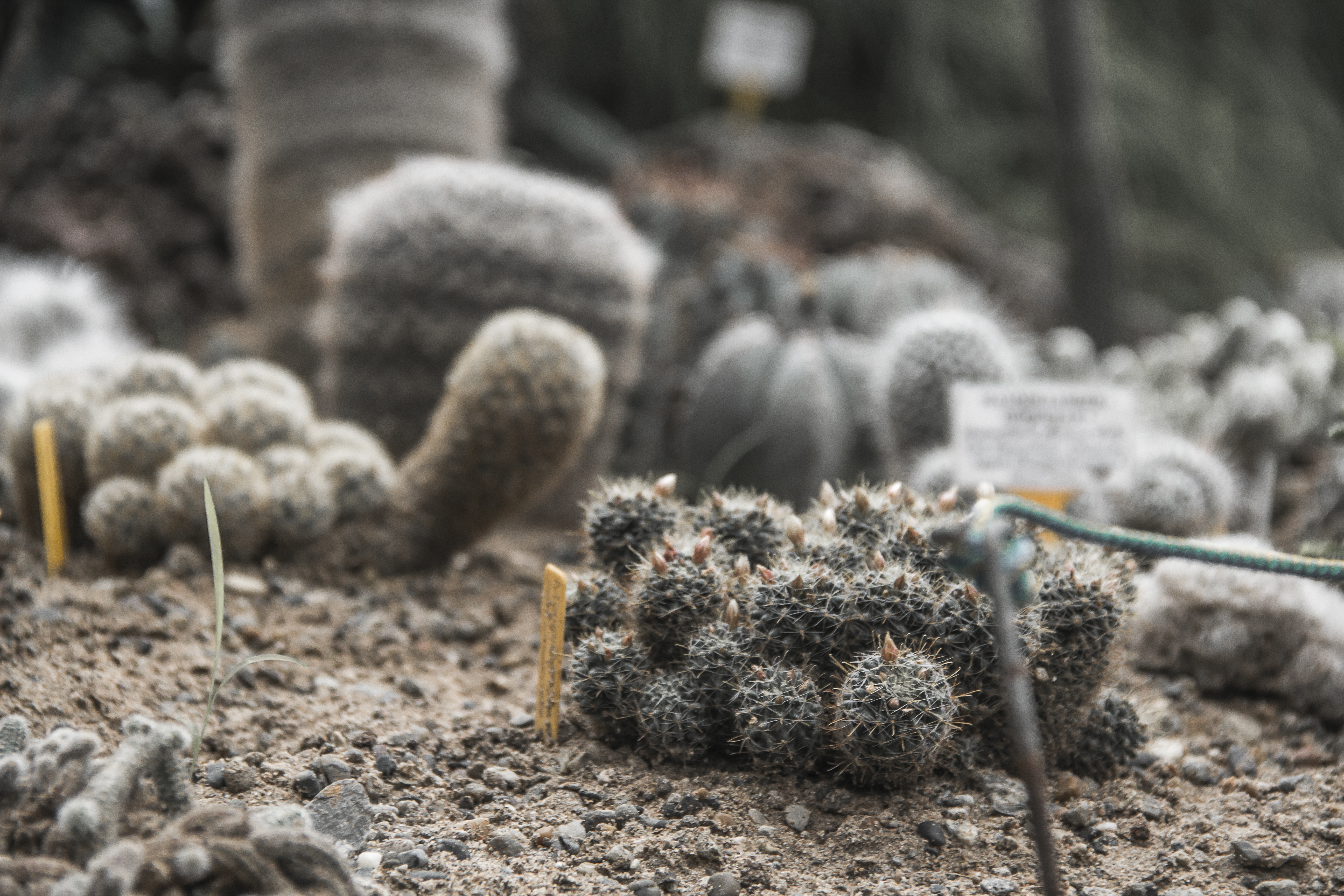

## Actividades
El jardín botánico posee una plantilla de personal de casi noventa personas, y la mitad de ellas se asigna a las unidades de investigación. 
- El jardín tiene cuatro laboratorios: 
  - Introducción de las plantas de porte arbóreo.
  - Introducción y la selección de las plantas decorativas de flor (con el invernadero).
  - Estudio de la flora del extremo oriente ruso (con el herbario).
  - Supervisión de la cubierta de vegetación.
- En 1997, el jardín organizó un museo botánico-ecológico.
- Para mejorar la enseñanza pública, se está organizando un "centro de jardín educativo".

El consejo académico actual del jardín botánico incluye a quince investigadores (los doctores y los candidatos científicos). Se llevan a cabo las conferencias científicas regulares. Cada año, los investigadores del jardín publican sus trabajos, las monografías y los artículos recogidos de otros trabajos impresos, y la publicación de la serie de transacciones con otros jardines botánicos, que comenzaron en 1998. 
La cooperación internacional se está afianzando con el intercambio de semillas y esporas (índice Seminum), de las plantas al encontrarse en calidad de miembro en la Conservación Botánica Internacional de los Jardines Botánicos (Botanic Garden Conservation International) (BGCI) y otras organizaciones.
Además el jardín proporciona la directrices científicas en los establecimientos de los jardines botánicos de Sajalín y de Amur que funcionan bajo esta lejana ramificación de la Academia rusa de las Ciencias. Coopera de cerca con las instituciones relacionadas, e.g. con la estación alpina de Taiga, rama del extremo oriente, academia rusa de ciencias, que es la primera institución académica en la región y administrando su propio Arboretum (el más antiguo de la zona), y los arboretum del Instituto de investigación en silvicultura de extremo oriente de Jabárovsk y Dolinsk, en la región de Sajalín, así como con otras instituciones que poseen colecciones de plantas vivas.